# فران خوتگلا
فران خوتگلا (اسپانیایی: Ferran Jutglà‎؛ زادهٔ ۱ فوریهٔ ۱۹۹۹) بازیکن فوتبال اهل اسپانیا است که در پست مهاجم و وینگر برای [[باشگاه فوتبال بارسا بی بازی می‌کند.

## دوران باشگاهی

### سال‌های اولیه
خوتگلا که در سانت خولیا د بیلاترتا، بارسلونا، کاتالونیا متولد شد، پس از حضور در تیم‌هایی چون Sant Julià de Vilatorta CF و Vic Riuprimer REFO FC، در سال ۲۰۱۲ به تیم جوانان اسپانیول پیوست. او در سال ۲۰۱۵ باشگاه را ترک کرد و متعاقباً برای باشگاه ویک و UD Unificación Bellvitge بازی کرد قبل از اینکه در سال ۲۰۱۷ برای باشگاه سنت آندریو قرارداد امضا کند.
خوتگلا در ابتدا با پیوستن به تیم جوانان A، اولین بازی خود را برای بزرگسالان در ۲۰ اوت ۲۰۱۷ انجام داد و ۱۲ دقیقه آخر بازی را در تساوی خانگی ۰–۰ مقابل سانتبویا در ترسرا دیویسیون انجام داد. او اولین گل خود در رده بزرگسالان را در ۳ سپتامبر به ثمر رساند و دومین گل تیمش را در برد خانگی ۲–۰ مقابل تیم پوبلا د مافومت به ثمر رساند.
در ۱۴ فوریه ۲۰۱۸، پس از هشت بازی در تیم اول، خوتگلا به والنسیا پیوست و بلافاصله به تیم جوانان ملحق شد.

### اسپانیول
در ۱۸ ژوئیه ۲۰۱۸، خوتگلا به اسپانیول بازگشت، اما بلافاصله برای فصل ۱۹–۲۰۱۸ به سنت آندریو قرض داده شد. او قبل از بازگشت به باشگاه در ژوئیه ۲۰۱۹ یک بازیکن ثابت بود و متعاقباً به تیم بی در سگوندا دیویسیون بی ملحق شد.
در ۲۲ ژوئن ۲۰۲۱ باشگاه اسپانیول، علیرغم اینکه به‌طور منظم برای تیم بی آن حضور داشت و بازی می‌کرد، اعلام کرد که خوتگلا در پایان قراردادش در ۳۰ ژوئن باشگاه را ترک خواهد کرد.